# 格林維爾 (密歇根州)
格林維爾（英語：Greenville）是一個位於美國密歇根州蒙卡爾姆縣的城市。

## 人口
根據2020年美國人口普查的數據，格林維爾的面積為17.23平方千米，當中陸地面積為16.43平方千米，而水域面積為0.80平方千米。當地共有人口8816人，而人口密度為每平方千米512人。